# Tour de Francia 1990
El 77.º Tour de Francia se disputó del 30 de junio al 22 de julio de 1990 sobre un recorrido de 22 etapas y con un total de 3504 km, que se cubrieron a una velocidad media de 38,621 km/h. La carrera comenzó en Futuroscope y terminó en los Campos Elíseos.
El ganador final fue el estadounidense Greg LeMond, quien lograba su tercera y última victoria en la carrera.

## Desarrollo de la carrera
Greg LeMond, ganador del Tour de Francia 1989, partía como gran favorito. El subcampeón del año anterior, Laurent Fignon, era la gran alternativa francesa. Gianni Bugno, que venía de ganar el Giro de Italia 1990, Pedro Delgado y Erik Breukink, eran otros de los candidatos a destronar al corredor estadounidense.
La primera etapa de este Tour de Francia era una etapa doble: primero, una semietapa en línea, de 138,5 km y después una contrarreloj por equipos. Esa primera semietapa iba a marcar el desarrollo del Tour, al producirse una escapada de cuatro corredores (Frans Maassen, Claudio Chiappucci, Ronan Pensec y Steve Bauer) que llegarían a meta con más de diez minutos sobre el pelotón. El canadiense Bauer se enfundaría el maillot amarillo al final del día.
Este año el Tour contaría con una gran cantidad de kilómetros contra el reloj. Tras el prólogo y la contrarreloj por equipos, llegó la primera crono individual, en la séptima etapa, no sin antes asistir al abandono de Laurent Fignon, aquejado de problemas de espalda. Miguel Induráin comenzó a brillar con luz propia, quedando por delante de todos los favoritos y solo superado por el ciclista mexicano Raúl Alcalá.
En la novena etapa, el español Eduardo Chozas buscó la victoria de etapa, la cual terminó jugándose con el italiano Massimo Ghirotto, que se impuso finalmente al sprint.
El francés Thierry Claveyrolat demostró su fuerza en la montaña venciendo en la décima etapa tras una larga escapada. Al día siguiente, en la etapa con final en Alpe d'Huez, volvería a intentar repetir el éxito del día anterior. Sin embargo, en esta ocasión, Miguel Induráin realizó una tremenda labor de desgaste en el descenso del Glandon, consiguiendo neutralizar al francés. Al pie de Alpe d'Huez, el ciclista navarro se quedaba descolgado, tras un excelente trabajo para su jefe de filas, Pedro Delgado. En la escalada a la mítica cima, el segoviano se queda descolgado de los primeros, y la etapa finalmente se la llevaría el italiano Gianni Bugno. Ronan Pensec era el nuevo líder del Tour de Francia, con más de nueve minutos sobre los grandes favoritos.
Sin embargo, en la contrarreloj del día siguiente, Claudio Chiappucci le arrebataría el maillot amarillo al ciclista francés, compañero de equipo de LeMond.
El ciclista de la ONCE, Eduardo Chozas, logrará una merecida victoria de etapa en Saint-Étienne, al tiempo que los favoritos le recortaron casi cinco minutos al líder, Chiappucci. Al día siguiente, volvería a ganar otro español, Marino Lejarreta.
La etapa decisiva de este Tour fue la decimosexta, con final en Luz Ardiden, y con ascenso al Col d'Aspin y al Tourmalet. El italiano Claudio Chiappucci, que era líder con casi dos minutos de ventaja sobre el segundo clasificado, atacó desde muy lejos, y coronaba el Aspin destacado. Sin embargo, sería neutralizado en el descenso del Tourmalet. Greg LeMond, decidido a atacar, puso un ritmo muy fuerte en la ascensión final a Luz Ardiden. El único que pudo aguantar su rueda fue Induráin, que estaba completando un excelente Tour y que comenzaba a lamentarse del desgaste en los Alpes que le había supuesto un lastre de casi doce minutos. Finalmente, la victoria de etapa sería para el corredor navarro. Chiappucci conseguía mantener el liderato por tan solo cinco segundos, lo cual, a falta de la última contrarreloj, era claramente insuficiente.
El estadounidense LeMond tenía el Tour en el bolsillo, con solo cinco segundos de retraso y 45,5 km contra el cronómetro por delante, especialidad en la cual destacaba muy por encima del italiano Chiappucci. Pedro Delgado, al mismo tiempo, se jugaba la tercera posición en el podio contra el neerlandés Erik Breukink, otra lucha muy desigual. Al final del día, se cumplieron los pronósticos, y LeMond se vistió de amarillo y Breukink se aupó al tercer puesto de la general, en una etapa en la que Marino Lejarreta fue tercero y Miguel Induráin, cuarto.
Johan Museeuw, ganador de dos etapas, se impuso en la meta final de París, si bien el maillot verde se lo llevó el alemán Olaf Ludwig. Eduardo Chozas fue el vencedor en la clasificación de la combatividad y el farolillo rojo de esta edición fue el italiano Rodolfo Massi, a más de tres horas del vencedor.
Greg LeMond ganaba así su tercer y último Tour de Francia, en el año del debut de Claudio Chiappucci y el descubrimiento de Miguel Induráin, ciclistas ambos, que darían mucho de qué hablar en los años venideros.

## Etapas
| Etapa   | Fecha       | Recorrido                          | Distancia (km) | Ganador               | Líder              |
| ------- | ----------- | ---------------------------------- | -------------- | --------------------- | ------------------ |
| Prólogo | 30 de junio | Futuroscope                        | 6,3 (CRI)      | Thierry Marie         | Thierry Marie      |
| 1.ª     | 2 de julio  | Futuroscope-Futuroscope            | 138,5          | Frans Maassen         | Steve Bauer        |
| 2.ª     | 2 de julio  | Futuroscope                        | 44,5 (CRE)     | Panasonic - Sportlife | Steve Bauer        |
| 3.ª     | 3 de julio  | Poitiers-Nantes                    | 233            | Moreno Argentin       | Steve Bauer        |
| 4.ª     | 4 de julio  | Nantes-Mont Saint Michel           | 203            | Johan Museeuw         | Steve Bauer        |
| 5.ª     | 5 de julio  | Avranches-Ruan                     | 301            | Gerrit Solleveld      | Steve Bauer        |
| 6.ª     | 6 de julio  | Sarrebourg-Vittel                  | 202,5          | Jelle Nijdam          | Steve Bauer        |
| 7.ª     | 7 de julio  | Vittel-Épinal                      | 61,5 (CRI)     | Raúl Alcalá           | Steve Bauer        |
| 8.ª     | 8 de julio  | Épinal-Besançon                    | 181,5          | Olaf Ludwig           | Steve Bauer        |
| 9.ª     | 9 de julio  | Besançon- Ginebra                  | 196            | Massimo Ghirotto      | Steve Bauer        |
| 10.ª    | 10 de julio | Ginebra-Saint-Gervais-Mont Blanc   | 118,5          | Thierry Claveyrolat   | Ronan Pensec       |
| 11.ª    | 11 de julio | Saint-Gervais-Alpe d'Huez          | 182,5          | Gianni Bugno          | Ronan Pensec       |
| 12.ª    | 12 de julio | Fontaine - Villard de Lans         | 33,5 (CRI)     | Erik Breukink         | Claudio Chiappucci |
| 13.ª    | 14 de julio | Villard-de-Lans-Saint-Étienne      | 149            | Eduardo Chozas        | Claudio Chiappucci |
| 14.ª    | 15 de julio | Le Puy-en-Velay-Millau/Causse Noir | 205            | Marino Lejarreta      | Claudio Chiappucci |
| 15.ª    | 16 de julio | Millau-Revel                       | 170            | Charly Mottet         | Claudio Chiappucci |
| 16.ª    | 17 de julio | Blagnac-Luz-Ardiden                | 215            | Miguel Induráin       | Claudio Chiappucci |
| 17.ª    | 18 de julio | Lourdes-Pau                        | 150            | Dimitri Konyshev      | Claudio Chiappucci |
| 18.ª    | 19 de julio | Pau-Burdeos                        | 202            | Gianni Bugno          | Claudio Chiappucci |
| 19.ª    | 20 de julio | Castillon-la-Bataille-Limoges      | 177            | Guido Bontempi        | Claudio Chiappucci |
| 20.ª    | 21 de julio | Lac de Vassivière                  | 45,5 (CRI)     | Erik Breukink         | Greg LeMond        |
| 21.ª    | 22 de julio | Brétigny-sur-Orge-París            | 182,5          | Johan Museeuw         | Greg LeMond        |

## Clasificaciones
| \| 1. \| Greg LeMond \| Estados Unidos \| Z \| 90h 43' 20" \| \| \| 2. \| Claudio Chiappucci \| Italia \| CAR \| + 2' 16" \| \| \| 3. \| Erik Breukink \| Holanda \| PDM \| + 2' 29" \| \| \| 4. \| Pedro Delgado \| España \| BAN \| + 5' 01" \| \| \| 5. \| Marino Lejarreta \| España \| ONC \| + 5' 05" \| \| \| 6. \| Eduardo Chozas \| España \| ONC \| + 9' 14" \| \| \| 7. \| Gianni Bugno \| Italia \| CHA \| + 9' 39" \| \| \| 8. \| Raúl Alcalá \| México \| PDM \| + 11' 14" \| \| \| 9. \| Claude Criquielion \| Bélgica \| LOT \| + 12' 04" \| \| \| 10. \| Miguel Induráin \| España \| BAN \| + 12' 47" \| \| |                    |                |     |             |  |
| 1. | Greg LeMond        | Estados Unidos | Z   | 90h 43' 20" |  |
| 2. | Claudio Chiappucci | Italia         | CAR | + 2' 16"    |  |
| 3. | Erik Breukink      | Holanda        | PDM | + 2' 29"    |  |
| 4. | Pedro Delgado      | España         | BAN | + 5' 01"    |  |
| 5. | Marino Lejarreta   | España         | ONC | + 5' 05"    |  |
| 6. | Eduardo Chozas     | España         | ONC | + 9' 14"    |  |
| 7. | Gianni Bugno       | Italia         | CHA | + 9' 39"    |  |
| 8. | Raúl Alcalá        | México         | PDM | + 11' 14"   |  |
| 9. | Claude Criquielion | Bélgica        | LOT | + 12' 04"   |  |
| 10. | Miguel Induráin    | España         | BAN | + 12' 47"   |  |

| \| 1. \| Olaf Ludwig \| Alemania Oriental \| PAN \| 256 puntos \| \| 2. \| Johan Museeuw \| Bélgica \| LOT \| 221 puntos \| \| 3. \| Erik Breukink \| Holanda \| PDM \| 118 puntos \| |               |                   |     |            |
| 1. | Olaf Ludwig   | Alemania Oriental | PAN | 256 puntos |
| 2. | Johan Museeuw | Bélgica           | LOT | 221 puntos |
| 3. | Erik Breukink | Holanda           | PDM | 118 puntos |

| \| 1. \| Thierry Claveyrolat \| Francia \| RMO \| 321 puntos \| \| 2. \| Claudio Chiappucci \| Italia \| CAR \| 179 puntos \| \| 3. \| Roberto Conti \| Italia \| ARI \| 160 puntos \| |                     |         |     |            |
| 1. | Thierry Claveyrolat | Francia | RMO | 321 puntos |
| 2. | Claudio Chiappucci  | Italia  | CAR | 179 puntos |
| 3. | Roberto Conti       | Italia  | ARI | 160 puntos |

| \| 1. \| Gilles Delion \| Francia \| HEL \| 91h 00' 17" \| \| 2. \| Pascal Lino \| Francia \| RMO \| + 13' 41" \| \| 3. \| Dimitri Konyshev \| Unión Soviética \| ALF \| + 14' 24" \| |                  |                 |     |             |
| 1. | Gilles Delion    | Francia         | HEL | 91h 00' 17" |
| 2. | Pascal Lino      | Francia         | RMO | + 13' 41"   |
| 3. | Dimitri Konyshev | Unión Soviética | ALF | + 14' 24"   |

| \| 1. \| Z \| Francia \| Z \| - \| \| 2. \| ONCE \| España \| ONC \| - \| \| 3. \| Banesto \| España \| BAN \| - \| |         |         |     |   |
| 1. | Z       | Francia | Z   | - |
| 2. | ONCE    | España  | ONC | - |
| 3. | Banesto | España  | BAN | - |